# Fuligule de Madagascar
Aythya innotata
Espèce
Statut de conservation UICN

 CR D : 
En danger critique
Répartition géographique
Le Fuligule de Madagascar (Aythya innotata) est une espèce d'oiseaux de la famille des Anatidae. C'est un canard plongeur extrêmement rare du genre Aythya, que l'on a cru éteint. Avant sa redécouverte en 2006, la dernière observation confirmée de l'espèce a été faite au bord du lac Alaotra sur le plateau central de Madagascar en 1991. Le seul mâle rencontré a été alors capturé et conservé dans le parc botanique et zoologique de Tsimbazaza à Antananarivo jusqu'à sa mort, un an plus tard.
Depuis, il a été considéré comme éteint. Mais en 2006, les chercheurs de The Peregrin Fund ont fait la découverte de neuf individus adultes et quatre canetons sur un lac isolé dans le nord-ouest de Madagascar. Au début de 2012, à la suite d'un programme de conservation lancé en 2009 et supervisé par Wildfowl and Wetlands Trust et Durrell Wildlife Conservation Trust, dix-huit canetons sont nés dans un centre de reproduction malgache grâce aux œufs récoltés dans les nids bordant le lac Matsaborimena. Un programme d’élevage en captivité a permis de lâcher 21 jeunes adultes en décembre 2018 sur le lac Sofia, à 50 km au nord du site de la redécouverte. Il fait partie de la liste des 100 espèces les plus menacées au monde établie par l'UICN en 2012.

## Morphologie
Cet oiseau présente un dimorphisme sexuel. L'espèce se distingue des autres canards par son plumage sombre, le dessous blanc de la queue et la barre alaire s'étendant sur toute la longueur de l'aile. Le plumage du mâle est sombre, teinté de roux et châtaigne. Le mâle a les yeux blancs et dispose d'une discrète barre alaire blanche. Son bec est marron et bleuâtre au bout. La femelle est plus terne, et sans les yeux blancs. Sa longueur est de 45 à 56 cm.

## Biologie
Ce canard plongeur est confiné aux lacs et marais d'eau douce peu profonds qui combinent des eaux libres et des secteurs de végétation dense.
Il se nourrit d'invertébrés et de graines de plantes aquatiques en plongeant fréquemment dans les eaux peu profondes.
Il est vu généralement seul, parfois en couple.
La taille de la couvée est de deux poussins en moyenne et la couvaison a été observée en mars-avril.

## Menaces
La destruction des habitats (dont la transformation des zones d'habitats en rizière, le drainage et remblaiement, la diminution de la qualité de l'eau due à l'érosion des collines aux alentours), l'introduction d'espèces exotiques, la mort dans des filets de pêche et la chasse ont été ses principales menaces dans son habitat originel, le lac Alaotra. Mais dans son refuge actuel, il est aussi menacé par la dégradation de son habitat.